# Platja de la Cova de la Grava
La platja de la Cova de la Grava (popularment de sa Cova de sa Grava) és una petita platja que hi ha damunt la Punta de la Grava, a la localitat calvianera d'Illetes. Tot i que, com tot el litoral de l'estat, és de titularitat pública, es troba envoltada dels jardins de l'Hotel de Mar, cosa que li dona una aparença de platja privada pels clients de l'hotel. A més, l'únic accés públic possible és resseguir la vorera de mar partint del Caló de les Gerres.